# Martine Lefever
Martine Lefever is een personage uit de Vlaamse soap Thuis dat gespeeld werd door Christel Domen van 2002 tot 2009.

## Fictieve biografie
Martine maakte haar opwachting in de reeks als echtgenote van Eric Bastiaens. Samen met hun kinderen Sam en Sofie logeren ze tijdelijk bij Erics nicht Marianne vanwege problemen met de renovatie van hun huis. Even later verhuizen ze naar een nieuwe loft.
Martine is lerares biologie  op de school van Sam en Sofie, maar na het plotse overlijden van de directeur wordt zij directrice. Deze job bezorgt haar veel stress, wat haar huwelijk niet veel goed doet. Wanneer de school door een verkrachter geteisterd wordt, moet ze nog meer tijd in haar werk steken. Zij en Eric groeien steeds meer uit elkaar. Ze heeft kortstondig een affaire met muziekleraar Arno. Wanneer Eric hierachter komt, is het huwelijk voorbij.
Zij vindt echter een nieuwe liefde in Werner Van Sevenant. Ze trekt bij hem in en runt samen met hem de Fit & Fun. Eric kan Martine echter niet missen en probeert zich keer op keer weer tussen hen te steken. Martine en Werner zijn heel gelukkig samen en denken aan trouwen, maar na iets meer dan een jaar gaan ze in vriendschap uit elkaar. Na het hartinfarct van Eric kiest zij opnieuw voor een leven met hem. Ze hertrouwen.
Tijdens hun tweede huwelijk worden ze ook niet gespaard van tegenslag: Sam en Dorien krijgen een auto-ongeluk, Sofie verdwijnt en wordt vermoord teruggevonden, en Eric vermoordt Mike. Eric dreigt een gevangenisstraf te krijgen, maar wordt vrijgesproken. Eric en Martine besluiten een nieuwe start te maken en gaan op wereldreis. Ze verkopen de loft aan Femke. Sindsdien is er nooit meer iets over hen vernomen.